# 2279 Barto
2279 Barto este un asteroid din centura principală, descoperit pe 25 februarie 1968 de Liudmila Cernîh.